# ドイツ帝国

ドイツ帝国
Deutsches Reich (ドイツ語)

国の標語: Gott mit Uns（ドイツ語）
神は我らと共に国歌: Heil dir im Siegerkranz（ドイツ語）
皇帝陛下万歳（非公式）
Die Wacht Am Rhein（ドイツ語）
ラインの護り（非公式）

国民歌: Das Lied der Deutschen （ドイツ語）
ドイツ人の歌 （非公式）

第一次世界大戦前の1914年のドイツ帝国の領域

ドイツ帝国（ドイツていこく、ドイツ語: Deutsches Reich）は、1871年1月18日から1918年11月9日までのドイツに存在した、プロイセン国王をドイツ皇帝に戴く君主制国家である。帝政ドイツ（ていせいドイツ）とも呼ばれる。

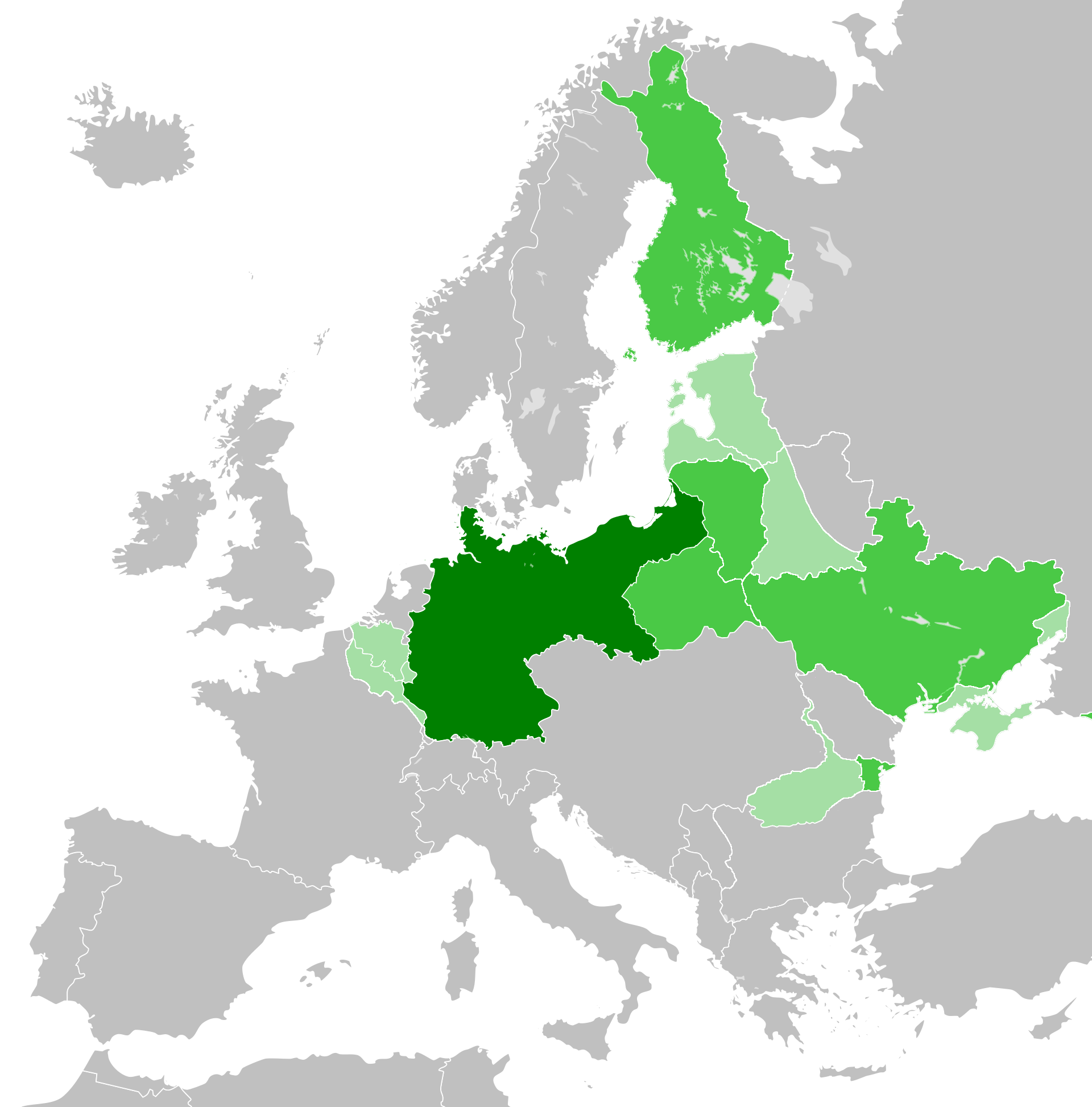

## 概要
中世より続いた神聖ローマ帝国は、ナポレオン・ボナパルト率いるフランス帝国の侵攻を受けて1806年に瓦解し、各領邦国家に分裂した。その後、オーストリア帝国を盟主とした各領邦国家の連合体であるドイツ連邦が生まれたが、統一国家ではなかった。普墺戦争でオーストリア帝国に勝利しドイツの新たな盟主となったプロイセン王国は、オーストリアを含まない北ドイツ連邦を発足させ、さらに普仏戦争においてナポレオン3世のフランス第二帝政を倒し、新たに生まれたフランス第三共和政にも勝利し、パリ郊外のヴェルサイユ宮殿鏡の間でプロイセン王ヴィルヘルム1世の皇帝戴冠式が行われドイツの統一国家としてドイツ帝国（Deutsches Reich）が成立した（ドイツ統一）。
1850年以降、ドイツの各領邦国家は急速に工業化され、特に石炭、鉄（後に鋼鉄）、化学薬品、鉄道が強みとなり、1871年には約4100万人であった人口は1913年には約6800万人までに増加した。
建国からドイツ革命によるヴァイマル共和政移行までの47年の間に、ドイツの産業、技術、科学は世界でもトップクラスとなり、当時世界で最も多くのノーベル賞を獲得し、ドイツは世界第二位の経済を築き上げた。
ベルリン会議を成功させるとドイツは植民地主義を掲げアフリカへ進出したが、これは同じくアフリカに植民地を所有していたイギリス、フランス第三共和国との対立を深めた。
帝政ドイツは列強として認められ、発達した鉄道、世界随一の軍隊及び強大な工業力を所持した。また、アルフレート・フォン・ティルピッツの手により、イギリス海軍の6割の規模を持ち、当時世界第二位の海軍となったドイツ帝国海軍が建設された。
ドイツ革命の勃発と第一次世界大戦の敗北により、皇帝ヴィルヘルム2世がオランダに亡命。帝政は崩壊し、ドイツは共和政へと移行する。

## 国号
正式な国名は、ドイツ革命などによる国制の変化にかかわらず一貫してDeutsches Reich（ドイチェス・ライヒ）であった。これは後のヴァイマル共和政（1918年 - 1933年）、ナチス・ドイツ（1933年 - 1945年）の時代を通じて同じであった。そのため、この時代だけを区別する場合は、皇帝を意味するKaiser（カイザー）をつけてDeutsches Kaiserreich（ドイチェス・カイザーライヒ）と表記されることも多い。本項ではヴァイマル共和政およびナチス・ドイツと区別をつけるため「ドイツ帝国」と表記している。
アドルフ・ヒトラーのナチス・ドイツは、プロパガンダによって「第三帝国」という呼称を用いた。この流れでドイツ帝国と称されることもある神聖ローマ帝国をドイツ「第一帝国」とする場合、この国を「第二帝国」と呼ぶこともある。

## 歴史

### 成立前
1862年にオットー・フォン・ビスマルクがプロイセン王国の首相となった。そして、オーストリア帝国と同盟し、デンマークと戦争（第二次シュレースヴィヒ＝ホルシュタイン戦争）を行った結果、デンマーク統治下にあったシュレスーヴィヒ公国およびホルシュタイン公国をオーストリアとの共同管理とした。
その後1866年、普墺戦争ではオーストリアを破って北ドイツ連邦を結成し、シュレースヴィヒ＝ホルシュタイン公国の管理権を奪うとともにオーストリアをドイツ人国家の枠組みから追放した。1870年には普仏戦争でナポレオン3世率いるフランス帝国を破ってパリへ入城し、1871年1月18日に、ヴェルサイユ宮殿でドイツ諸侯に推戴される形でプロイセン国王ヴィルヘルム1世がドイツ皇帝となり、ここにドイツ帝国が成立した。この際に、長年フランスとの間で帰属が変遷していたエルザス＝ロートリンゲン（アルザス＝ロレーヌ）を獲得した。
なお戴冠の「1月18日」は、当時から170年前のプロイセン王国成立（1701年）と同日である。
また、この1871年にはドイツ＝オーストリア電信連合が停止した。後継の万国電信連合は同年に企業の無制限参加を認めている。独仏両国とも、戦争を経て企業の意見を無視できなくなっていた。

### 同盟関係の完成
ビスマルクは、普仏戦争に敗れたフランスの対独復讐を封じるために、列強と複雑な同盟関係を築き上げてフランスを孤立化させる外交政策を取った。これをビスマルク体制と呼ぶ。
- 1873年 - ドイツ帝国はロシア帝国、オーストリア＝ハンガリー帝国の3つの帝国間で三帝同盟を結ぶ。英仏とバルカン半島諸国投資で競った結果、5年後のベルリン会議でロシアが離脱。翌1879年、独墺同盟をオーストリア＝ハンガリー帝国と結ぶ。
- 1882年 - ドイツ帝国、オーストリア＝ハンガリー帝国、イタリア王国間で三国同盟を結成する。一昨年に設立されたオスマン債務管理局の主導権を英仏と争った。
- 1887年 - バルカン半島に関連して独露再保障条約を締結。7年後に通商条約も成立。1897年にはサンクトペテルブルクに設立されたロシア中央銀行の総裁にロスチャイルド代理人のアレクサンドル・スティグリッツを据えた。

当時イギリス帝国とは特に対立も無く、充分に国力があったイギリスは同盟には加わらなかった（栄光ある孤立）。一方、フランスは孤立化してしまう。
海外植民地として南西アフリカ（現ナミビア）、東アフリカ（現タンザニア、ルワンダ、ブルンジ）、カメルーン、トーゴ、南洋諸島、ニューギニア北東部および付近の島嶼（ビスマルク諸島）、サモア、中国の山東半島などを獲得した（ドイツ植民地帝国）。

### 世界政策
1888年に即位したヴィルヘルム2世はビスマルクと対立し、1890年にビスマルクを更迭した。ヴィルヘルム2世は親政により帝国主義政策を実行した。まず建艦し太平洋へ進出した。さらに債権国としてオスマン債務管理局をめぐり英仏と対立した。
プロイセン王国のときに増してオランダとの協力関係は実際的であった。1903年7月19日にフェルテン・ギヨーム社は子会社ドイツ＝オランダ電信会社を設立した。翌年、同社のケーブル製造子会社北ドイツ海底ケーブル会社が、ヤップ島から三本のケーブルを敷設した。一つはセレベス諸島のメナドにいたり、そこでオランダの東インドケーブルへ接続した。二つ目はグアムまで引かれ、太平洋ケーブルと接続した。三つ目は上海まで引かれ、そこで別のケーブルによって膠州まで接続された。
この1903年、（アリアンツなどの）ドイツ企業が米国企業の再保険を引受けるようになった。まだ合衆国には代理店を出せず、取引を再保険に限り、ヨーロッパ企業を通して受注していた。必ずしも不便に甘んじたわけではなく、元受と同一条件で引き受けていた。この再保険は保険会社同士の互助ではなく、ドイツの新規開拓事業であった。そのドイツ保険会社は合衆国の再保専門会社等に継承された。同年、AEGがゼネラル・エレクトリックからウニオン社を吸収合併する合意をとりつけた。
1905年、ドイツは第一次モロッコ事件でフランスに強硬姿勢をとった。
一方、アメリカ資本の激動が三国協商の完成期としては奇妙な現象を引き起こした。
ドイツの金貨が1907年恐慌でイングランド銀行へ輸出され、その額は1907年10月22日から12月31日までに383.8万ポンドに及んだ。イギリスからはドイツの金貨が輸出された形跡はない。英米間ではイングランド銀行からのドル金貨が439.3万ポンド、イングランド銀行へのドル金貨が322.6万ポンド、純輸出が106.7万ポンドである。金塊での純輸出は554.9万ポンドである（698.1-143.2）。ドイツの金貨はイングランド経由でアメリカへ渡ったものとされている。ライヒスバンクの1912年12月末の貸借対照表によれば、外国為替手形保有高は200万ポンド以上であり、その半分近くがイギリスに投資されていた。

### 第一次世界大戦
1914年に第一次世界大戦が勃発すると、ヴィルヘルム2世の考えのもと、ドイツはオーストリア＝ハンガリー帝国との同盟を履行し、フランスに宣戦布告した。同時にシュリーフェン・プランの構想に基づいてベルギー・ルクセンブルクに侵入した。しかし、これによりイギリスの対独参戦を招いた。その後、ヴィルヘルム2世の指導力は軍部に削られていき、1916年のヴェルダンの戦い以降にはルーデンドルフ独裁と呼ばれる状態にまでなることになった。その後は日本とも対立し1914年に日独戦争が勃発した。
ドイツのケーブルは大戦で切断、鹵獲された。ボルクム島＝アゾレス諸島間のケーブルは、ペンザンス＝アゾレス間ケーブルとして流用された。ドイツ＝ニューヨーク間はイギリス＝ハリファックス間ケーブルとなった。これはイギリス政府の所有する最初の大西洋横断ケーブルとなった。他にもう一つの大西洋ケーブルをドイツはもっていたが、やはり切断され、ブレスト＝コニーアイランド間ケーブルに転用された。ヤップ島＝上海間は沖縄＝上海間に、青島市＝上海間は上海＝佐世保間に利用された。これらの損害は帝国通信網の88％に相当した。
1918年11月9日、第一次世界大戦の敗北とともにドイツ革命が起きて帝政は倒され、ヴィルヘルム2世は宰相マクシミリアン・フォン・バーデンによって退位を宣言されオランダへ亡命。「ヴァイマル共和政」と呼ばれる共和制へと移行した。

## 政治
ドイツ帝国（ライヒ）の政治体制は、1871年4月に発布されたビスマルク憲法（ドイツ国憲法）に規定されている。君主制のもと、22邦国と3自由市によって構成される連邦国家と位置づけられた。憲法上、帝国宰相だけが唯一の「大臣」とされ、通常の内閣は存在しなかった。各邦国の政府には大臣が置かれたが、ライヒ全体の中央官庁の省にあたる各行政部門の大臣はなく、それぞれの「行政長官」又は、「次官」が任命されるのみだった。例えば陸軍行政においては、帝国中央政府の陸軍行政長官はプロイセン陸軍大臣が兼任していたことになる。議会は帝国議会と連邦参議院による二院制である。帝国議会では男子普通選挙により議員が選出されたが、帝国議会の議案・議決は連邦参議院の同意が必ず求められていた。
その連邦参議院は各邦国からの代表により構成されているため、普通選挙といっても外見的な性格が強かった。憲法改正にあたっては、連邦参議院における14票以上の反対で憲法改正を阻止することができ同議会ではプロイセンが17票を有しているため、プロイセンの合意なしに改正を行うことはできない（＝憲法改正についてはプロイセンが事実上の拒否権を有する）仕組みになっていた。また、ドイツ皇帝の地位はプロイセン王に属するものとされ、そのドイツ皇帝が戦争・議会・帝国宰相の人事など広範な権力を有していた。そのため、連邦制を採用しつつも、プロイセンのライヒ内における主導権は揺るぎないものであった。

### 皇帝
ホーエンツォレルン家の3代のドイツ皇帝はプロイセン国王を兼ねていた。しかし、初代ヴィルヘルム1世以外はプロイセン国王を名乗ることがほとんどなかった。

### 構成国
ドイツ帝国はプロイセン王国を中心とした連邦国家であった。以下は構成国（Bundesstaat）のリストである。このうち、ザクセン＝ヴァイマル＝アイゼナッハ大公国は、1903年以降、公文書上「ザクセン大公国（Großherzogtum Sachsen）」と表記されるようになった。
表中の「議席」とは連邦参議院における各構成国の議席数（1918年時点）を指す。なお、フランスから割譲されたライヒ直轄州エルザス＝ロートリンゲンは1911年まで議席が割り当てられなかった。

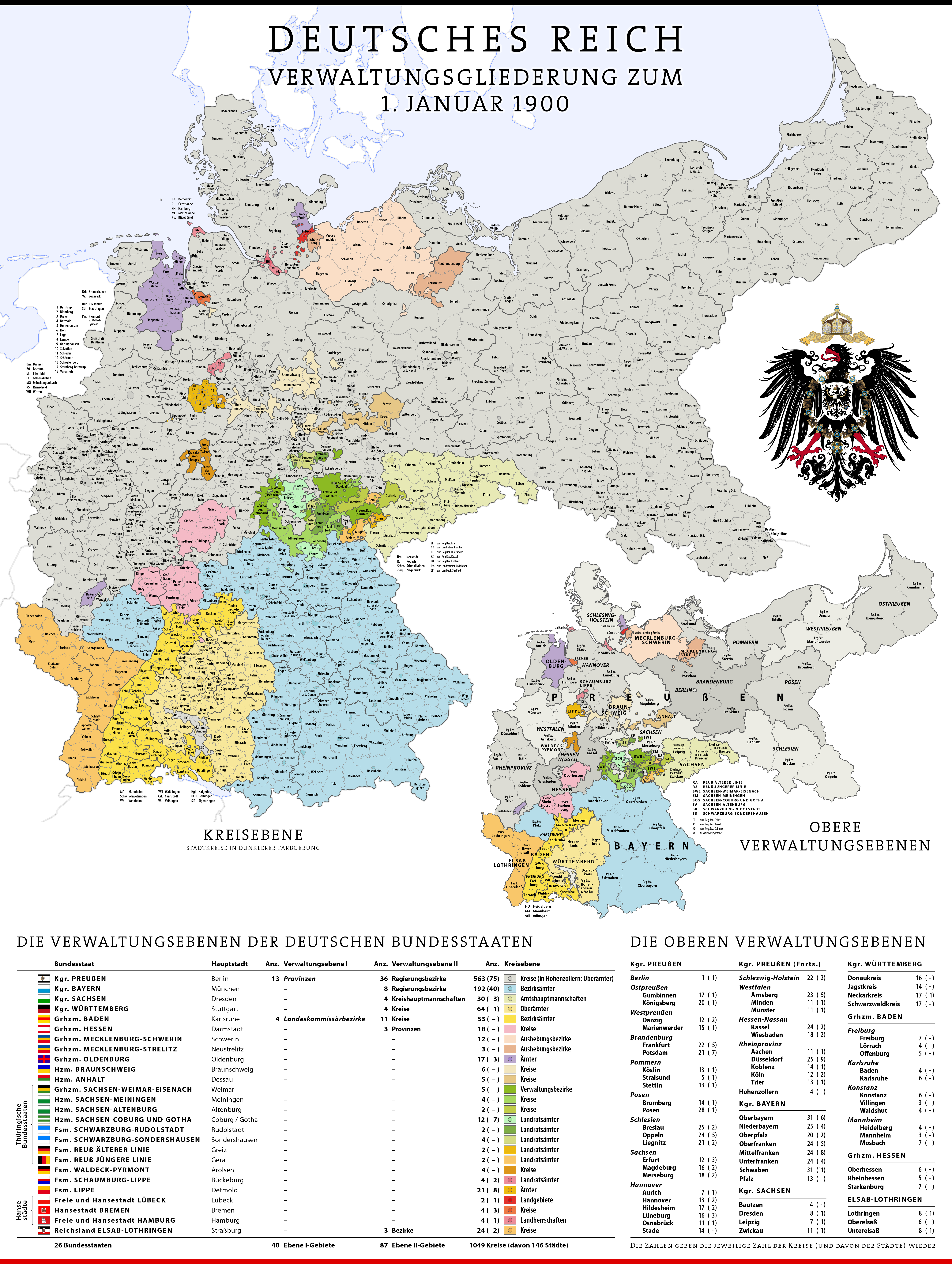

| 構成国 | 首都                                                                                               | 面積 (km²)                            | 議席              |
| 王国 (Königreich) | 王国 (Königreich)                                                                                  | 王国 (Königreich)                     | 王国 (Königreich) |
| --- | -------------------------------------------------------------------------------------------------- | ------------------------------------- | ----------------- |
| プロイセン · バイエルン · ヴュルテンベルク · ザクセン | ベルリン ミュンヘン シュトゥットガルト ドレスデン                                                  | 348,702 75,870 19,511 14,992          | 17 6 4            |
| 大公国 (Großherzogtum) | |                                       |                   |
| バーデン · メクレンブルク＝シュヴェリーン · ヘッセン · オルデンブルク · ザクセン＝ヴァイマル＝アイゼナハ · メクレンブルク＝シュトレーリッツ                          | カールスルーエ シュヴェリーン ダルムシュタット オルデンブルク ヴァイマル ノイシュトレーリッツ      | 15,067 13,126 7,688 6,428 3,611 2,929 | 3 2 3 1           |
| 公国 (Herzogtum) | |                                       |                   |
| ブラウンシュヴァイク · ザクセン＝マイニンゲン · アンハルト · ザクセン＝コーブルク及びゴータ · ザクセン＝アルテンブルク                                               | ブラウンシュヴァイク マイニンゲン デッサウ コーブルク/ゴータ アルテンブルク                        | 3,672 2,468 2,299 1,977 1,323         | 2 1               |
| 侯国 (Fürstentum) | |                                       |                   |
| リッペ · ヴァルデック · シュヴァルツブルク＝ルードルシュタット · シュヴァルツブルク＝ゾンダースハウゼン · ロイス＝ゲーラ · シャウムブルク＝リッペ · ロイス＝グライツ | デトモルト バート・アロルゼン ルードルシュタット ゾンダースハウゼン ゲーラ ビュッケブルク グライツ | 1,215 1,121 940 862 826 340 316       | 1                 |
| 自由都市 (Freie Stadt) | |                                       |                   |
| ハンブルク · リューベック · ブレーメン | -----                                                                                              | 413 297 256                           | 1                 |
| 帝国直轄州 (Reichsland) | |                                       |                   |
| エルザス＝ロートリンゲン | シュトラースブルク                                                                                 | 14,517                                | 3                 |
| 合計 | | 540,766                               | 61                |

### 版図
現在のドイツ連邦共和国の領域の他、フランスやポーランドやデンマークやリトアニアの一部を領していた。また、以下のとおりアフリカのナミビア他海外植民地を統治していた（ドイツ植民地帝国）。
- ドイツ領南西アフリカ（ナミビア）

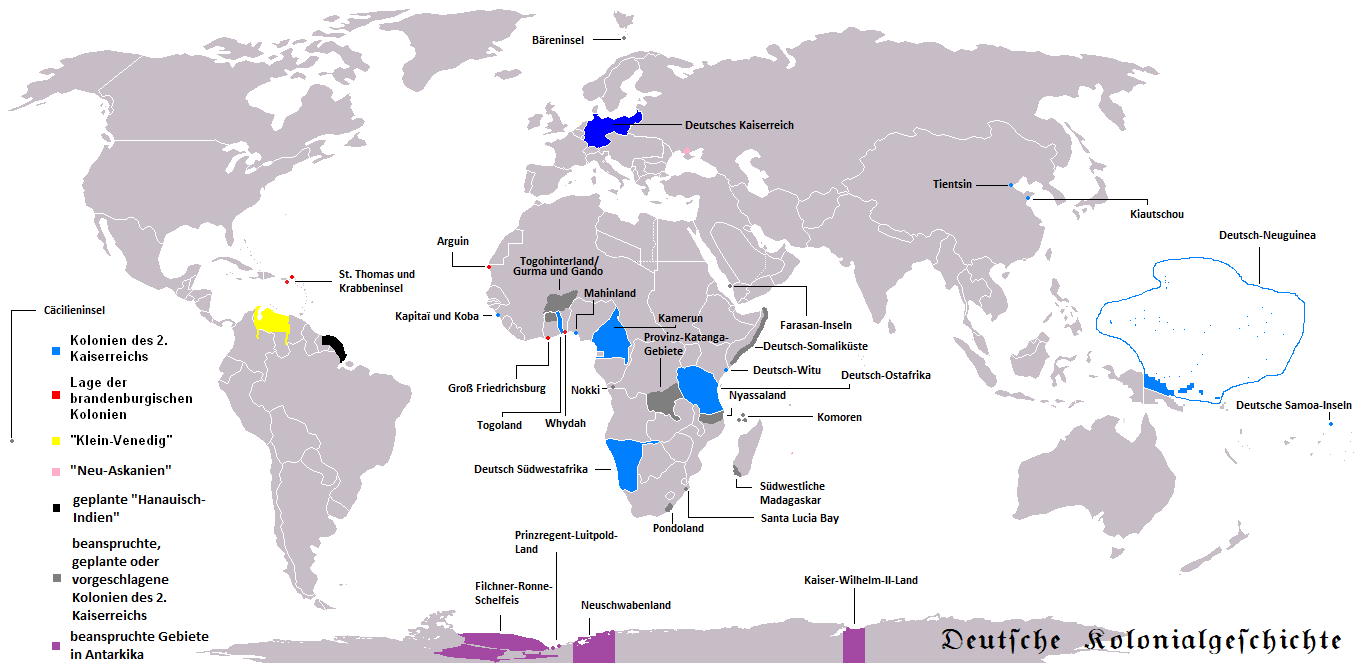
青がドイツ本国。水色が植民地

- ドイツ領東アフリカ (タンガニーカ、ルワンダ、ブルンジ、キオンガ）
- ドイツ領トーゴラント（トーゴ、ガーナ）
- ドイツ領ニューギニア（パプアニューギニア）
- ドイツ領サモア
- ドイツ領西アフリカ（カメルーン）
- 膠州湾租借地
- 天津租界地
- 漢口租界地

## 領土の変化
ドイツ帝国の領土は現在のドイツ連邦共和国領の他に、ポーランド、フランス、デンマーク等にもまたがっていた。

灰色が現在のドイツ連邦共和国の領土。黒が第一次世界大戦および第二次世界大戦の敗戦によって失われた領土。

青が西ドイツと東ドイツを合わせた領域(現在のドイツと等しい面積)。黄色と橙色が第一次世界大戦で失った領域。薄緑色とピンク色が第二次世界大戦で失った領域。

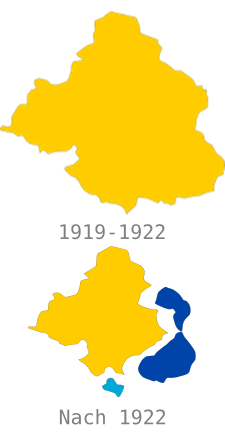
シレジア蜂起によってポーランドへ割譲された上シレジア一部地域

| 現在統治する国家 | 地域名 | 領域 |
| ---------------- | --- | --- |
| フランス         | アルザス＝ロレーヌ | バ＝ラン県、オー＝ラン県およびモゼル県 |
| ベルギー         | オイペン＝マルメディ (en) | オイペン、マルメディの二つの町とアメル、ビューリンゲン、ブルク＝ロイラント、ビュートゲンバッハ (en) 、ケルミス、ロンツェン (en) 、ラアーレン (en) 、ウェーム (eu) およびザンクト・フィート(全てリエージュ州の一部)                                                           |
| オランダ         | ダイフェルスベルグ (en) | 第二次世界大戦後にオランダによって併合された無人の丘と周辺の土地 |
| デンマーク       | 北シュレースヴィヒ地方 | Hviding、Roage (da:Roager) 、Spandetを含めたスナユラン県(Taps (da:Taps) 、Hejle (da:Hejle) 、Vejstrup (da:Vejstrup) を除く) |
| チェコ           | フルチーン地方 (en) | シレジアのチェコとポーランドの国境に位置し、第二次世界大戦後はほとんどのドイツ人が強制送還された。戦後チェコスロバキア共産党によって成立したチェコスロバキア社会主義共和国が統治した。ビロード革命、ビロード離婚を経て現在はチェコが統治している                             |
| リトアニア       | クライペダ地方 (en) | 第二次世界大戦後、リトアニア・ソビエト社会主義共和国へ編入され、ドイツ人が強制送還された。ソビエト連邦の崩壊後はリトアニアが統治している。 |
| ポーランド       | 西プロイセン、ポズナン県（1921–1939） (en) 地域、シレジア全土、ノイマルク (en) 、ヴァルミア、マスリア (en) 、南方東プロイセン、中央および東部ポメラニア州 (en) | 第一次世界大戦後に、ポズナン県地域、西プロイセン、上シレジアの一部地域が新しく1918年に独立したポーランド第二共和国へ割譲され、第二次世界大戦後はソ連の影響下へ置かれたポーランド人民共和国へその他地域が割譲された。ポーランド民主化運動後、ポーランド共和国が統治している。 |
| ロシア           | 北部東プロイセン | ロシア・ソビエト連邦社会主義共和国の飛地として統治された。ソ連崩壊後はロシア連邦がカリーニングラード州として統治している。 |

## 経済
フリードリヒ大王が創設した王立銀行は、1847年にプロイセン銀行に改組された。資本金内訳は、プロイセン政府資本が120万ライヒスターラーと、プロイセン/非プロイセンの個人銀行資本が1000万ライヒスターラーであった。これは1876年に中央銀行となりドイツ帝国銀行と称した。帝政ドイツの成立後、関税・通商・通貨・度量衡・郵便制度などの統一が進められた。銀貨鋳造は1872年に終わり、1873年に金本位制を立法した。翌年に銀が回収されはじめ、ロンドン市場で売られた。銀が世界で売られる中、ドイツ帝国銀行は生まれた。
帝政ドイツ成立直後の1871年から1873年までは、19世紀半ばからの経済成長に普仏戦争による50億フランの賠償金も加わり、会社設立のブームが起こった。しかし、1873年にウィーン証券取引所の大混乱などを受けて「大不況」に突入し、多くの新設会社が倒産した。一時の好況はあったものの1895年頃までは経済的停滞が続いた。19世紀末ころには石炭・鋼鉄・ガラスなどの業界でカルテルが結成され、企業の独占が進んだ。金融面でも独占が進み、その頭文字から「4D」と称されるドイツ銀行、ディスコント・ゲゼルシャフト、ドレスデン銀行、ダルムシュタット銀行が預金高の40%以上をおさえており、各産業カルテルとの結びつきを強めていった。なお、1889年の独亜銀行創立にはビスマルクの督促があったとされている。
1873年の混乱以降、ドイツ西部では石炭鉄鋼業のカルテルが複数形成された。1850年代をピークにオランダ資本を中心としてルール地方に注入されてきた外資は混乱を経て還流するようになった。1880-90年代に銀行とカルテルは結束した。カルテルの領域はルクセンブルクに及んだ。東部ドイツのシレジアでは、フリードリヒ大王の頃から王立製鉄所が作られるなど国営の、1860年代にはそれらが払い下げられた貴族経営の、製鉄所があった。この頃すでに、東部ドイツに対する大銀行と技術革新の進出を阻む「鉄のカーテン」が存在した。もっとも、ディスコント・ゲゼルシャフトがビスマルク製鉄所に資金を出すなどの例があった。
電気工業において、まずはジーメンス・ウント・ハルスケの元であるジーメンス・ハルスケ商会が1847年にベルリンで発足した。これが1858年にロンドン支店を出して、イギリスの海底ケーブル敷設事業に進出している。1870年までには英国植民地とロシア・バルカン半島の陸上電信網の相当割合を施工していた。ジーメンスの技術革新は発電機である。これが、1880年代の照明器具と1890年以降の電気鉄道インフラにおける生産体制を支えた。1903年にAEGと合弁会社テレフンケンを設立した。
化学工業は帝政期の技術革新に甚だしいものがあったが、そうしたイノベーションも石炭鉄鋼資本に支えられてはじめて収益性を確保した。IG・ファルベンインドゥストリーの原型は化学的に石炭と結びつくタール工業カルテルであった。1916年にChemische Fabrik Griesheim-Elektronが参加する。グリースハイムは1890年に電解ソーダ法を発明した。日本では中野友禮が発明者として知られている。ただし、タール工業の発展こそが苛性ソーダの需要を生んだことに注意すべきである。もう一つの技術革新も似たような境遇にあった。石炭・鉄鉱石を掘れば岩も出る。ついでに岩塩を精製するけれども、1860年のアドルフ・フランクによる発明で副産物としてカリウムが得られるようになった。カリウムは従来草木灰からつくられていた。1876年からカルテルキャンペーンがスタートして、やがてカリウムシンジケートができた。ドイツ銀行はマクシミリアン・エゴン2世のフュルステンコンツェルンを通してドイツ・パレスチナ銀行を間接支配したが、ドイツ・パレスチナ銀行はシンジケートの金融業務において便宜をはかっていた。コンツェルンの持ち株会社は監査役にホーヘンローヘやケンプナーら貴族と、ドイツ銀行のクレネを用いた。爆発物のイノベーションは綿火薬・無煙火薬ともに外国で始まったから、国内にアルフレッド・ノーベル系資本の独占支配を許した。ノーベル系企業持ち株会社その他にはディスコント・ゲゼルシャフトから監査役が派遣された。
統一当初、帝政ドイツは農業国としての性格が強かった。ザクセンからメリノ種羊毛の生産シェアをプロイセンが奪った名残であった。しかし20世紀初頭の世界政策でアメリカ資本が押し寄せ工業化し、かつて稼ぎ頭であった繊維業は再生産できなくなった。
| 産業部門                   | 1882 | 1895 | 1907 |
| -------------------------- | ---- | ---- | ---- |
| 農林漁業                   | 41.6 | 35.0 | 28.4 |
| 鉱工業                     | 34.8 | 38.5 | 42.2 |
| 商業・運輸                 | 9.4  | 11.0 | 12.9 |
| 家事サーヴィス             | 5.0  | 4.3  | 3.3  |
| 公務・自由業               | 4.6  | 5.1  | 5.2  |
| 無職および年金・利子生活者 | 4.7  | 6.1  | 8.1  |